# Oprekken

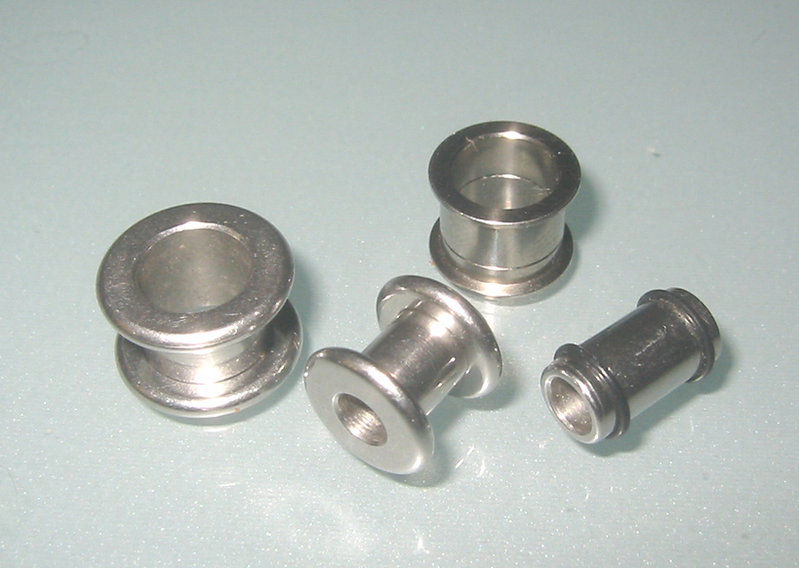
Tunnels die in een stretch gedragen kunnen worden

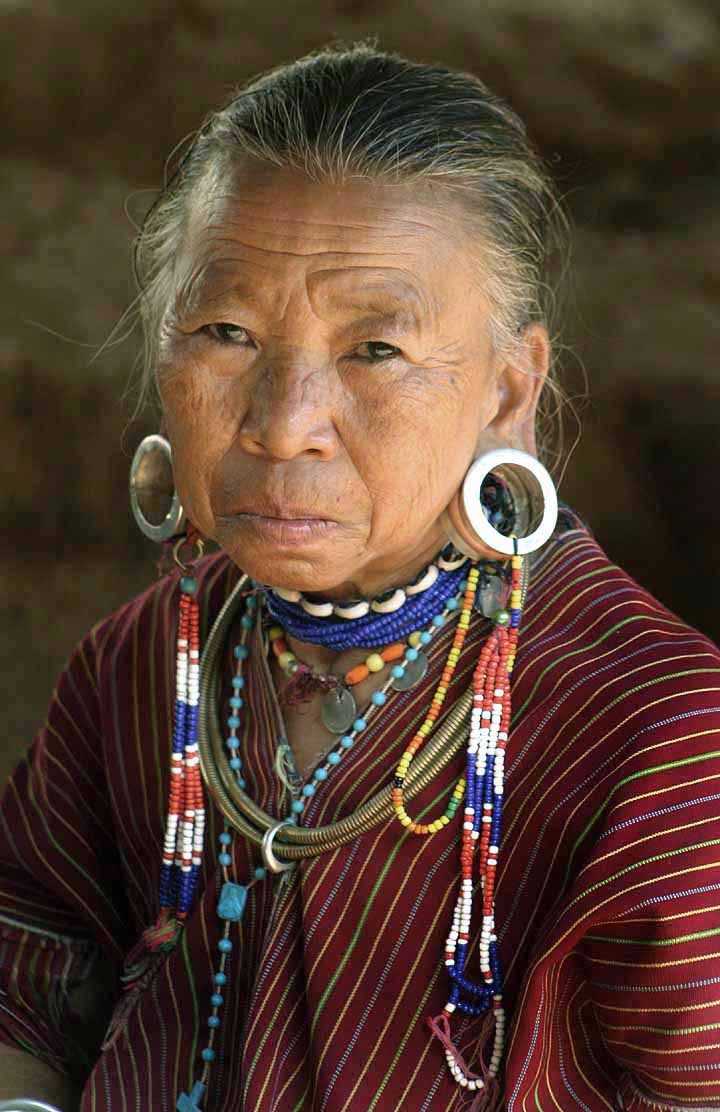
Vrouw uit Thailand

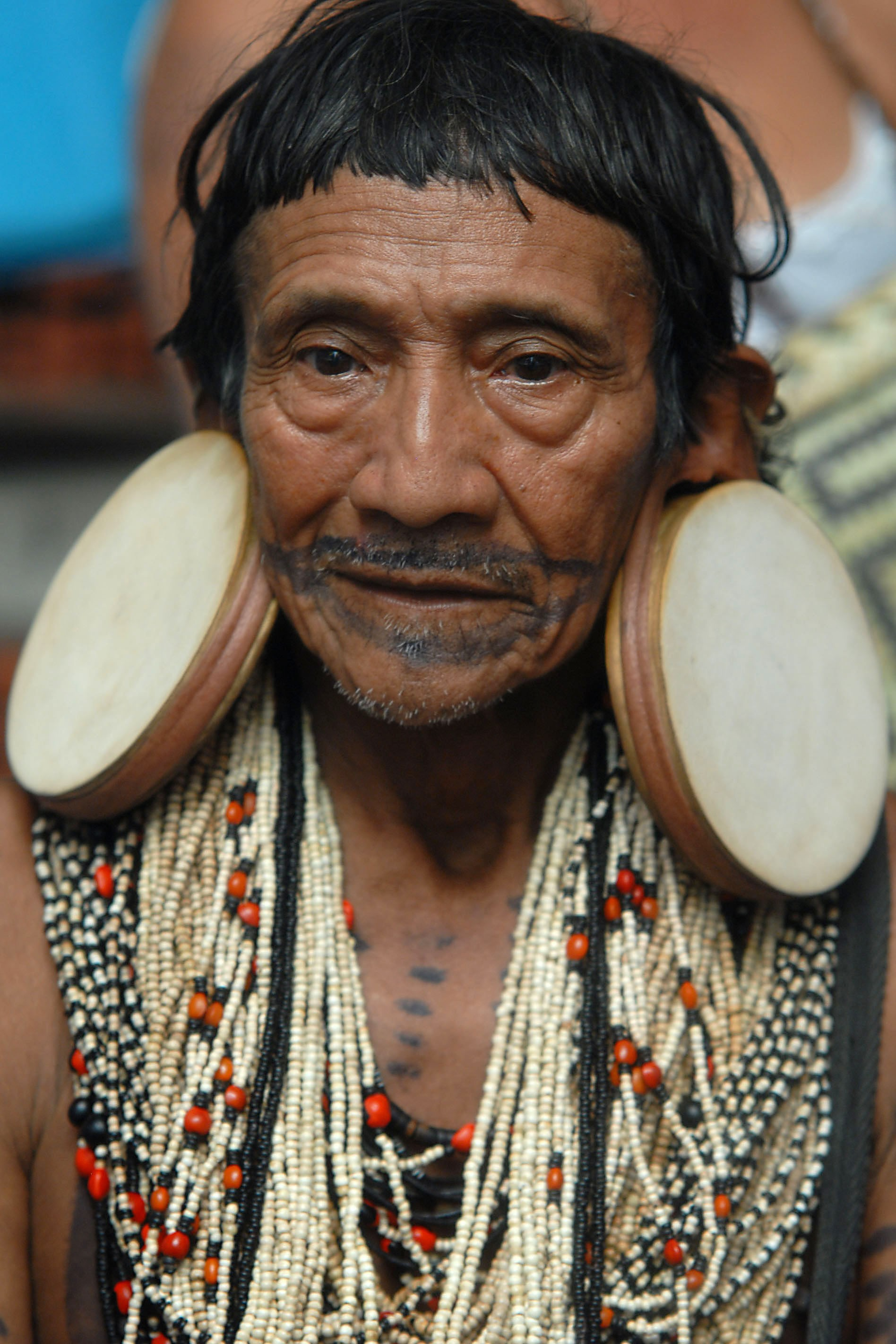
Man uit Brazilië

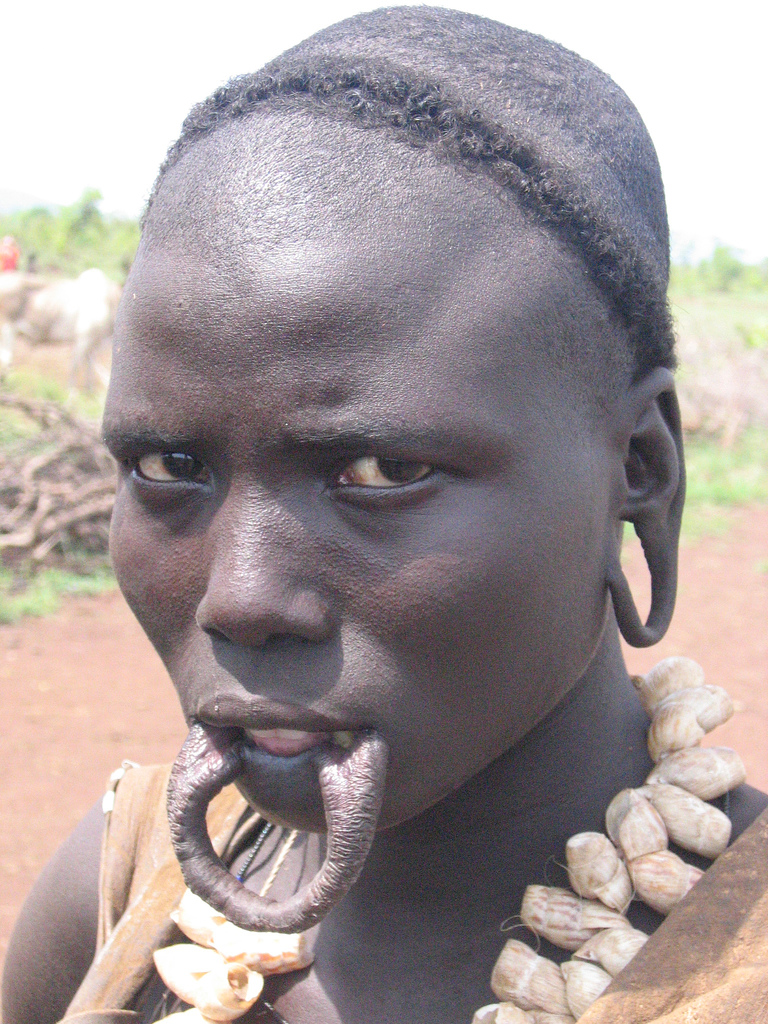
Vrouw uit Ethiopië

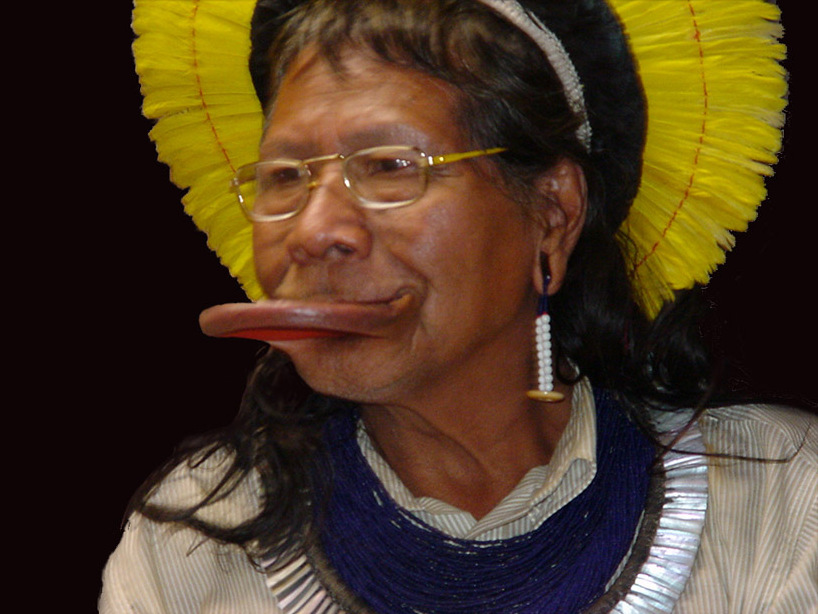
Raoni

Oprekken (Engels stretching) is het groter maken van piercings. Daarbij wordt het vlees rondom het gaatje beetje bij beetje opgerekt. Hierna kunnen er 'pluggen' of 'tunnels' in worden geplaatst.
De mogelijkheden tot oprekken verschillen per piercing. Over het algemeen geldt: hoe dieper de piercing in het vlees zit, hoe beter het rekbaar is. De oorlel is veruit het populairst om op te rekken. Deze kan eenvoudig en ook het verst worden opgerekt. In sommige gevallen kan dit tot meer dan tien centimeter. Ook de tong, tepels en geslachtsdelen zijn op te rekken. In sommige gevallen worden ook neusvleugels en lippen en zelfs wangen opgerekt. Dit is echter zeer zeldzaam doordat het erg ingrijpend en lastig is. Vanaf 6 millimeter is de kans dat de piercing permanent is en niet meer zal dichten al verschilt dit van persoon tot persoon. 
In de westerse wereld was oprekken tot ongeveer 2003 vrij zeldzaam. In de late jaren 1990 was het vooral in bepaalde undergroundkringen populair om oorlellen op te rekken. Vanaf 2004 werd het langzaam populairder. Na de bovenrand van het oor was ook de traguspiercing (in het kraakbeen van het oor) intussen mainstream geworden.  Sommige gematigde piercingliefhebbers zagen het oprekken van de oorlellen als een volgende stap om verder te gaan. Ook enkele rocksterren lopen rond met pluggen en tunnels in hun oren. Daardoor neemt het aantal mensen met opgerekte oorlellen in het straatbeeld merkbaar toe. Toch is het imago wat extremer en gaat het minder snel dan de tragus. Tot dusver is oprekken ook nog niet in de mode geweest. Het oprekken van gaatjes elders in het lichaam is aanzienlijk minder populair.

## Methoden

### Tapers
Tapers, expanders of insertion pins zijn taps toelopende voorwerpen die geleidelijk door de piercing worden geduwd met behulp van glijmiddel. Tapers zijn gemaakt van o.a. chirurgisch staal, acryl, glas en been. Er zijn ook spiraalvormige tapers verkrijgbaar, die in de meeste gevallen ook als sieraad gedragen kunnen worden. Hoewel ze van origine niet bedoeld zijn om mee op te rekken, kan dit soms prima als de stretch wat ouder is en het huidige sieraad al wat losser zit. Bij te snel oprekken is het mogelijk dat het weefsel scheurt of dat er een blow-out ontstaat; dit betekent dat zich littekenweefsel vormt binnen de oorlel.

### PTFE-tape
PTFE-tape wordt gebruikt voor de zgn. tape-wrap methode, waarbij elke paar dagen een dun laagje PTFE-tape over de plug of tunnel wordt gewikkeld, en zo geleidelijk de piercing oprekt. PTFE is een stof die lichaamsvriendelijk is, en daarnaast makkelijk te krijgen bij een gewone doe-het-zelfzaak. Deze manier is vaak het vriendelijkst als de stretches al wat groter zijn; de omwikkelde plug is dan makkelijker in te brengen en ook makkelijker te verwijderen. PTFE tape kan soms na verloop van tijd minder glad worden, waardoor het verwijderen van een plug lastig – en bij te veel druk pijnlijk – kan zijn. Om schade aan de huid te voorkomen, wordt aanbevolen om onder een hete douche te stappen, veel glijmiddel of een vette zalf te gebruiken, en de plug heel voorzichtig uit het oor te verwijderen.

### Gewichten
Oprekken met behulp van gewichten lijkt ideaal, maar vraagt toch wel enige aandacht. Het is onverstandig om een groot gewicht aan de piercing te hangen om zo snel mogelijk op een grotere maat te komen. Een betere optie is: eerst een tijdje zwaardere sieraden te dragen. Het gewicht van de sieraden zal met de tijd de piercing geleidelijk oprekken (iets wat bijvoorbeeld ook voorkomt bij mensen die al lange tijd oorbellen dragen) waardoor het rekken naar de volgende maat soepeler kan verlopen. Rekken met behulp van gewicht kan risico’s met zich meebrengen. Het weefsel kan ongelijk opgerekt worden, wat ervoor zorgt dat de onderkant van de piercing uiteindelijk dunner wordt. Daarnaast kan het gewicht zorgen voor een ongelijkmatige doorbloeding (vooral bij grotere maten) waardoor de onderkant van bijvoorbeeld een oorlel kouder en donkerder van kleur kan zijn. Gebrekkige doorbloeding doet het rekproces in ieder geval geen goed. In sommige gevallen kan het weefsel alsnog gaan scheuren.